# VS (agent innervant)
Pour les articles homonymes, voir VS.
Le VS est un agent innervant de la « série V » qui ne diffère du VX que par le remplacement du méthyl lié à l'atome de phosphore par un groupe éthyle. Il est de ce fait encore moins soluble dans l'eau que le VX, mais très soluble dans les solvants organiques comme l'acétone, l'éthanol, l'éther diéthylique ou le benzène. Sa toxicité est comparable à celle du VX, mais est un peu plus persistant. Il se présente sous la forme d'un liquide incolore huileux, inodore à l'état pur. Il a fait l'objet de peu d'études mais est inscrit au tableau 1 de la Convention sur l'interdiction des armes chimiques.
Comme tous les agents innervants, c'est un puissant inhibiteur de l'acétylcholinestérase.
La décontamination des sites touchés par les agents innervants de la série V peut se faire à l'aide de décontaminants comme les ferrates, par exemple de sodium Na2FeO4 ou de potassium K2FeO4.